# Tallington
Tallington is een civil parish in het bestuurlijke gebied South Kesteven, in het Engelse graafschap Lincolnshire met 497 inwoners.

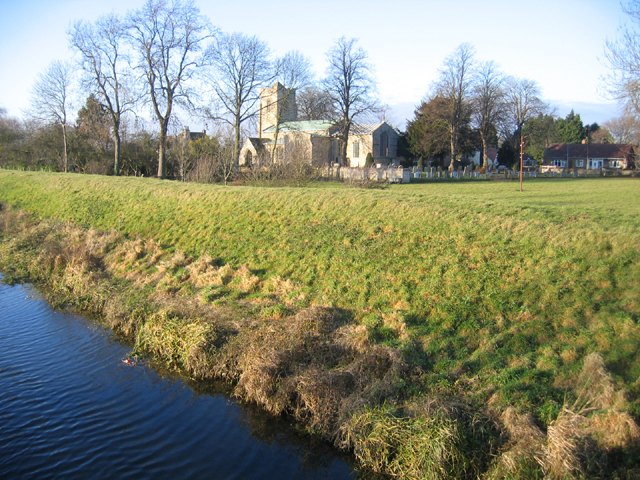
Uitzicht op de parochiekerk van Tallington
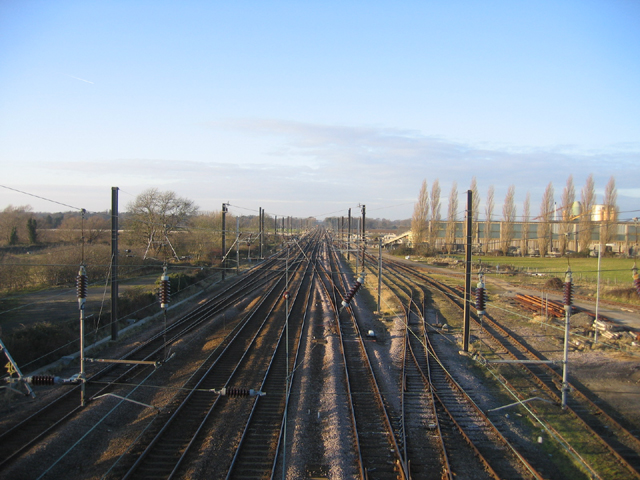
East coast main line ter hoogte van Tallington